# Janice Mirikitani
Janice Mirikitani (Stockton, California, 4 de febrero de 1941 - 29 de julio de 2021) fue una poeta y activista estadounidense con ascendencia japonesa, que residió en la zona de la bahía de San Francisco durante la mayor parte de su vida adulta. Dirigió la Iglesia de Glide Memorial con su esposo, el pastor Cecil Williams. Destacó por ser poeta laureada de San Francisco desde 2000 hasta 2002.

## Biografía

### Primeros años y estudios
Mirikitani nació en Stockton, California el 4 de febrero de 1941. Sus padres, Shigemi y Ted Mirikitani eran de origen humilde y trabajaban como criadores de pollos en el condado de San Joaquín. Durante la Segunda Guerra Mundial fue internada junto con su familia en el Centro de Reubicación de Guerra de Rohwer, en Arkansas. Al terminar el conflicto bélico, la familia se trasladó a Chicago.
Tras el divorcio de sus padres fue llevada de vuelta a una granja de pollos en Petaluma, California con su madre, donde estarían cerca del resto de su familia. Años después se convirtió en víctima de abusos sexuales por parte de su padrastro hasta los dieciséis años, y sólo se salvó del suicidio gracias al amor y los cuidados de su abuela. Más tarde hablaría del dolor de esta experiencia a través de su poesía.
Estudió en la UCLA y se licenció en Filosofía y Letras. Durante ese tiempo luchó con su identidad étnica, otro tema que pudo plasmar en su obra poética. Después de obtener sus credenciales como maestra, enseñó en el distrito escolar de Contra Costa durante un año y trabajó en la iglesia Glide Memorial del distrito Tenderloin de San Francisco como asistente administrativa. A continuación, ingresó en la escuela de posgrado de escritura creativa de la Universidad Estatal de San Francisco.

### Carrera

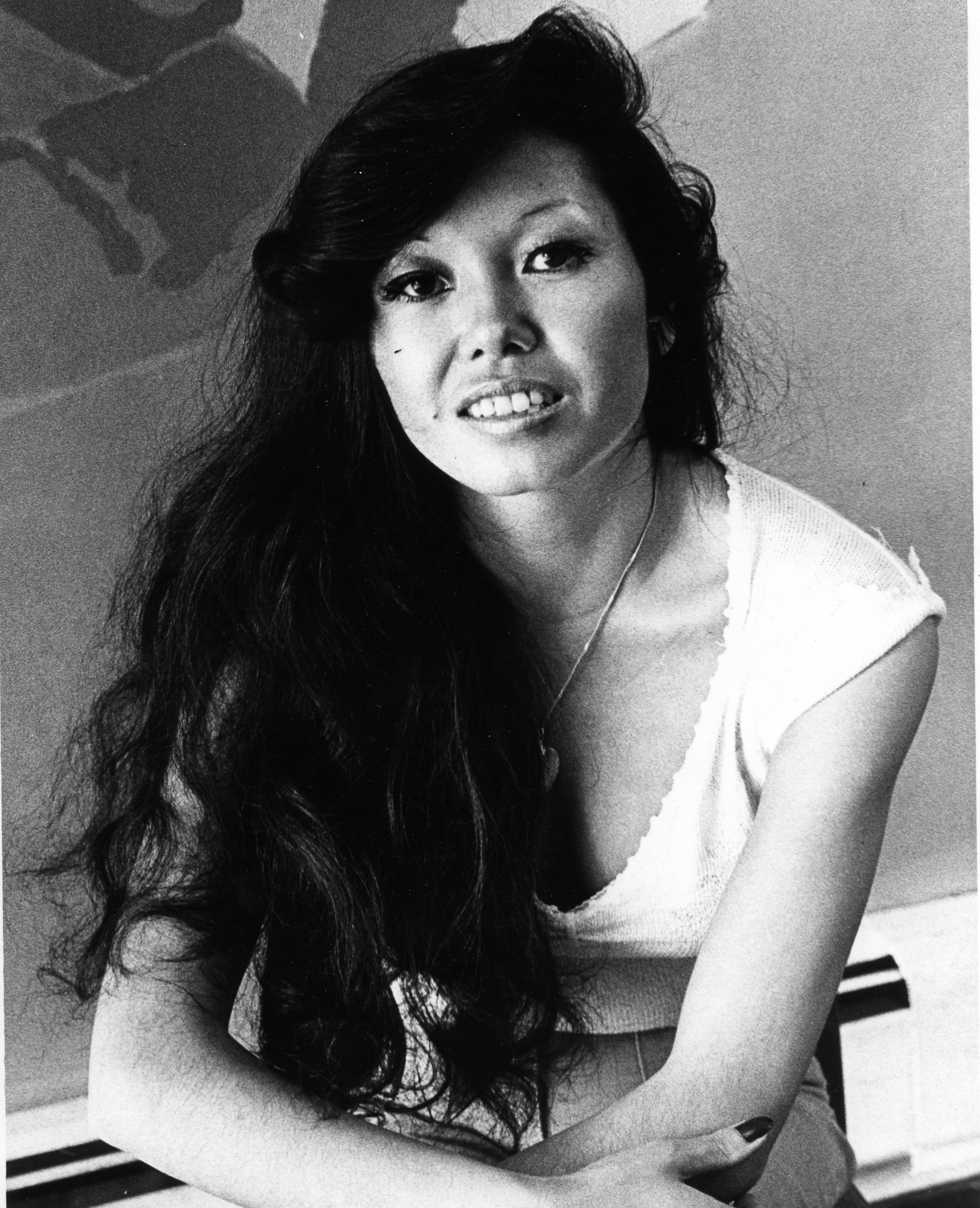
Mirikitani en 1975

Tras participar en la Asian American Political Alliance, se vinculó con Third World Communications. Más tarde cofundó y editó Aion, considerada la primera revista literaria para orientales en Estados Unidos, que sólo publicó dos números en 1970 antes de desaparecer. Editó dos antologías para Third World Communications: Third World Women (1972) y Time to Greez! Incantations from the Third World (1975). Más adelante se convirtió en directora del proyecto Ayumi: A Japanese American Anthology (1980).
Tras dos años de activismo en la Iglesia Metodista Unida Glide Memorial, en 1969 se convirtió en la directora del programa. En 1982, se casó con Cecil Williams, quien era pastor de la iglesia. Ese mismo año fue elegida presidenta de la Fundación Glide, donde se encargó de la recaudación de fondos y la supervisión del presupuesto. En el año 2000 fue nombrada segunda poeta laureada de la ciudad de San Francisco, cargo que desempeñó durante dos años. La Asamblea del Estado de California la nombró Mujer del Año en el 17º Distrito de la Asamblea.

### Plano personal y fallecimiento
Mirikitani tuvo una hija llamada Tianne Miller de su primer matrimonio. Uno de sus primos era el pintor Jimmy Mirikitani.
Murió en la mañana del 29 de julio de 2021 a los ochenta años. Actualmente se desconoce la causa de su muerte.